# Scatella abbreviata
Scatella abbreviata är en tvåvingeart som beskrevs av Harrison 1976. Scatella abbreviata ingår i släktet Scatella och familjen vattenflugor. Inga underarter finns listade i Catalogue of Life.